# Otto Franz von Moellendorff

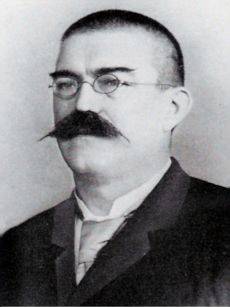
Otto Franz von Moellendorff

Otto Franz von Moellendorff (auch von Möllendorff) (* 24. Dezember 1848 in Hoyerswerda; † 17. August 1903 in Frankfurt am Main) war ein deutscher Zoologe und Diplomat.

## Herkunft
Otto Franz von Möllendorff wurde als Sohn des Ökonomiekommissionsrat Georg von Möllendorff (1811–1861) und dessen Ehefrau Emma Meyer (1817–1872), in Hoyerswerda geboren. Sein älterer Bruder war der Sprachwissenschaftler Paul Georg von Möllendorff (1847–1901), der ein einflussreicher Diplomat in Ostasien war.

## Berufliche Entwicklung
Nach seinem Schulbesuch begann Otto Franz von Moellendorff 1866 ein Studium der Zoologie und der Chemie an der Universität Halle/Saale. Nach Abschluss der akademischen Ausbildung nahm er 1870 ein Stellenangebot als Hauslehrer beim preußischen Generalkonsul Otto Blau in Sarajevo an. Hier unterrichtete er vornehmlich seine spätere Ehefrau Betty Blau. Vor Ort in Bosnien fand er ein reiches Entdeckungsfeld für seine naturwissenschaftlichen Forschungen, die er in der Freizeit betrieb. Die dabei gewonnenen Erkenntnisse und Entdeckungen flossen in seine Dissertationsschrift zum Thema Beiträge zur Fauna Bosniens ein. Im Mittelpunkt seiner Arbeit standen die Schalen der Süßwassermuscheln, die sogenannten Binnenkonchylien, aus der Region. Seine Promotion zum Dr. phil. erhielt er 1872.
Da sich von Moellendorffs Bruder Paul Georg bereits seit 1870 in China aufhielt und Otto Blau ihm geraten hatte, um seinen Forschungsinteressen folgen zu können, eine konsularische Laufbahn einzuschlagen, bewarb er sich in Peking als Dolmetscher. Dort 1873 eingetroffen, führte ihn sein weiterer Weg über Tianjin und Shanghai, bis er in Kanton als Konsul eingesetzt wurde. Der weitere Einsatz erfolgte in Hongkong, bis er schließlich 1886 nach Manila versetzt wurde. Neben den obligatorischen Amtsgeschäften, zuerst als Dolmetscher und später im konsularischen Bereich, nutzte er seine Freizeit für die Erforschung der ostasiatischen Flora und Fauna. Aber auch hier hatten es ihm in besonderer Weise die Binnenkonchylien angetan, deren wissenschaftliche Erschließung er während dieser Zeit außerordentlich vorangebracht hatte. Engen Kontakt hielt er während seines Aufenthaltes zur Deutschen Gesellschaft für Natur- und Völkerkunde Ostasiens (OAG). In deren regelmäßig erscheinenden Mitteilungen veröffentlichte er ab 1873 vier Artikel, so unter anderem über die Nordchinesischen Gebirgsziegen. Ab 1882 war er in Hongkong als kaiserlich-deutscher Vizekonsul eingesetzt.
Während der gesamten Zeit seines Aufenthaltes im ostasiatischen Raum von 1873 bis 1896 war er unermüdlich als Sammler und wissenschaftlicher Auswerter seiner botanischen und zoologischen Funde unterwegs. Darüber hinaus bezog er in seine Forschungstätigkeit vor Ort auch Ergebnisse anderer Naturwissenschaftler, vor allem zu den Süßwassermuscheln aus Annam, Sulawesi, Japan, Java, Korea, Neuguinea, Perak, Siam, den Talaudinseln und Tonkin, aber auch russischer Wissenschaftsexpeditionen unter der Leitung von Grigori Nikolajewitsch Potanin, Nikolai Michailowitsch Prschewalski und dem Wissenschaftler Beresowski nach Westchina und Zentralasien mit ein. Im Ergebnis entstanden aus seiner Feder 128 Veröffentlichungen und das Material reichte zur Weiterbearbeitung weit über seine Aufenthaltszeit in der jeweiligen Region hinaus.
Etwa um den Beginn der 1890er Jahre stellten sich bei Otto Franz von Moellendorff durch den langjährigen Aufenthalt in den tropischen Gebieten gesundheitliche Schädigungen ein. Als diese immer heftigere Auswirkungen zeigten, wurde er 1896 an das Konsulat in Kaunas nach Litauen versetzt. Dort konnte er wenigstens neben den dienstlichen Obliegenheiten mit seiner wissenschaftlichen Auswertungstätigkeit und den schriftlichen Arbeiten fortsetzen. Von dort wurde er 1901 nach Frankfurt am Main an die neu gegründete Akademie für Sozial- und Handelswissenschaften berufen, die ihm Vorlesungen und Seminare zum Konsulatswesen sowie der Handelsgeografie übertrug. Gleichzeitig übernahm er am Forschungsinstitut Senckenberg die Stelle des Zoologen Wilhelm Kobelt (1840–1916) zur Leitung der Conchologischen Sektion. Jedoch verstärkten sich ab Herbst 1902 immer offensichtlicher die tödlichen Auswirkungen seiner schweren Erkrankung. Am 17. August 1903 verstarb Otto Franz von Moellendorf in Frankfurt am Main.
Er hinterließ eine riesige Konchyliensammlung bestehend aus neun großen Doppelschränken, die das Senckenberg Museum erwarb.

## Familie
Im Jahre 1880 heiratete er seine vormalige Schülerin Betty Blau (1857–1920), die Tochter des Generalkonsuls Otto Blau (1828–1879), die auch seine Mitarbeiterin wurde. Aus der Ehe gingen drei Söhne und drei Töchter hervor. Dazu gehörten unter anderem die Söhne Wichard (1881–1937) und Wilhelm (1887–1944) sowie die Tochter Gertrud (1882–1945).

## Schriften (Auswahl)
- Ein Ausflug in Nordchina. OAG-Mitteilungen 1873–1876, Band 1, Heft 7, S. 17ff.
- Contributation to the Natural History of North China. OAG-Mitteilungen 1873–1876, Band 1, Heft 9, S. 7ff.
- Über die Nordchinesische Gemse. OAG-Mitteilungen 1873–1876, Band 1, Heft 10, S. 1ff.
- Das Schachspiel der Chinesen. OAG-Mitteilungen 1876–1880, Band II, Heft 11.
- Reisen und topographische Aufnahmen in der nordchinesischen Provinz Dshy-li. 1881.
- Die Grosse Mauer von China. Zeitschrift der Deutschen Morgenländischen Gesellschaft, Band 35, 1981, S. 75–131. (online)
- Reisen im Archipel der Philippinen; Theil 2: Wissenschaftliche Resultate. Bd. 8: Landmollusken: Ergänzungen und Berichtigungen zum III. Bande: Die Landmollusken, Kreidel Verlag Wiesbaden, 1898.
- Die Raublungenschnecken (Agnatha): Rhytididae & Enneidae. Bauer und Raspe Verlag Nürnberg, 1905.
- Reisen im Archipel der Philippinen; Theil 2: Wissenschaftliche Resultate. Bd. 10: Landmollusken: Ergänzungen und Berichtigungen zum III. Bande; Die Landmollusken / Nach dessen Tode auf Grund seines Nachlasses fortgeführt von Wilhelm Kobelt und Gertrud Winter, geb. von Möllendorff, Reimer Verlag Wiesbaden, 1916.